# Рублёва, Екатерина Борисовна
Екатери́на Бори́совна Рублёва (родилась 10 октября 1985 года в Одессе) — российская фигуристка, выступавшая в танцах на льду в паре с Иваном Шефером. Они — многократные призёры чемпионатов России. Дважды принимали участие в зимних Универсиадах (2005 год и 2009 год). Мастер спорта России международного класса. Завершила любительскую спортивную карьеру в 2010 году.

## Биография

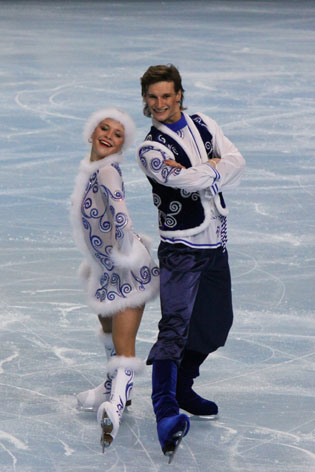
Екатерина Рублёва и Иван Шефер на турнире «Trophée Eric Bompard» в 2009 году.

Екатерина Рублёва дочь успешных советских фигуристов Светланы Бакиной и Бориса Рублёва (танцы на льду). Екатерина начала кататься на коньках в возрасте пяти лет. С Иваном Шефером они встали в пару в 1994 году в Кирове под руководством матери Екатерины. После обучались у Ольги Рябининой. В 2002 году переехали в Москву в группу тренера Елены Кустаровой.
В 2006 году перешли в группу к Александру Свинину и Ирине Жук.
В 2007 году заняли третье место на чемпионате России, участвовали в чемпионате Европы того же года, где стали 12—ми.
В 2008 году на чемпионате России завоевали серебряные медали, на чемпионате Европы стали 13-ми, а на чемпионате мира 15-ми.
В сезоне 2008—2009, участвовали в серии Гран-при по фигурному катанию. На этапах «Skate America» и «Trophée Bompard» стали шестыми и седьмыми, соответственно. На чемпионате России повторили свой прошлогодний результат и завоевали вторую в карьере серебряную медаль этого турнира. На чемпионате Европы 2009 года впервые вошли в десятку танцевальных пар старого континента — стали восьмыми.
В олимпийском сезоне 2009—2010 заняли на чемпионате России лишь третье место, проиграв Оксане Домниной/Максиму Шабалину, и Екатерине Бобровой/Дмитрию Соловьёву, а так как в турнире не участвовала пара Яна Хохлова/Сергей Новицкий, то Рублёва и Шефер не попали в сборную страны на чемпионат Европы и на Олимпийские игры. В чемпионате мира они участие приняли, так как после Олимпиады завершил карьеру дуэт Домниной и Шабалина, но заняли там невысокое 13-е место.
В августе 2010 года фигуристы приняли решение об окончании любительской спортивной карьеры. Сначала Екатерина работала в качестве тренера со своим бывшим наставникам Александром Свининым и Ириной Жук на катке «Мечта», а затем набрала собственную группу детей, которую тренирует вместе с Иваном Шефером.

## Спортивные достижения

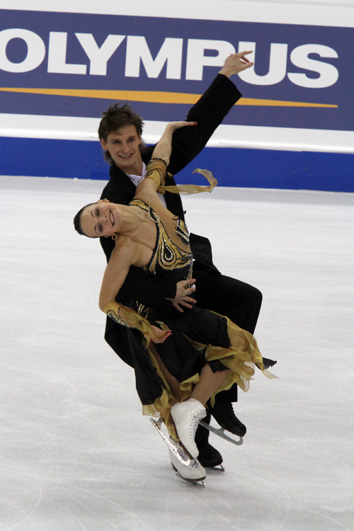
Екатерина Рублева и Иван Шефер на чемпионате мира 2010 года.

### Результаты после 2006 года
| Соревнования                   | 2006—2007 | 2007—2008 | 2008—2009 | 2009—2010 |
| ------------------------------ | --------- | --------- | --------- | --------- |
| Чемпионаты мира                |           | 15        |           | 13        |
| Чемпионаты Европы              | 12        | 13        | 8         |           |
| Чемпионаты России              | 3         | 2         | 2         | 3         |
| Этапы Гран-при:Cup of Russia   | WD        | 7         |           | 3         |
| Этапы Гран-При:Trophée Bompard |           |           | 7         | 5         |
| Этапы Гран-При:Skate America   |           | 8         | 6         |           |
| Универсиады                    |           |           | 2         |           |

### Результаты до 2006 года
С И.Шефером
| Соревнования                        | 1999—2000 | 2000—2001 | 2001—2002 | 2002—2003 | 2003—2004 | 2004—2005 | 2005—2006 |
| ----------------------------------- | --------- | --------- | --------- | --------- | --------- | --------- | --------- |
| Чемпионаты мира среди юниоров       |           |           |           |           | 6         |           |           |
| Чемпионаты России                   | 9         | 9         | 8         |           | 5         | 5         | 6         |
| Чемпионат России среди юниоров      |           |           | 6         |           | 3         |           |           |
| Этапы Гран-При:Skate America        |           |           |           |           |           |           | 9         |
| Этапы Гран-При:Bofrost Cup on Ice   |           |           |           |           |           | 3         |           |
| Универсиады                         |           |           |           |           |           | 5         |           |
| Финалы юниорского Гран-при          |           |           |           | 8         | 7         |           |           |
| Этапы юниорского Гран-при, Польша   |           |           |           |           | 2         |           |           |
| Этапы юниорского Гран-при, Словения |           |           |           |           | 2         |           |           |
| Этапы юниорского Гран-при, Китай    |           |           |           | 2         |           |           |           |
| Этапы юниорского Гран-при, Германия |           |           |           | 4         |           |           |           |
| Этапы юниорского Гран-при, Швеция   |           |           | 5         |           |           |           |           |
| Этапы юниорского Гран-при, Чехия    |           |           | 4         |           |           |           |           |